# Filmografia di Glenn Close

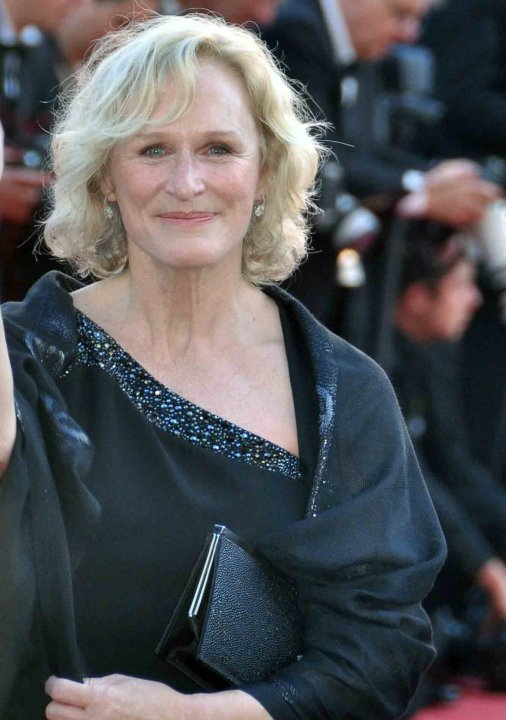
Glenn Close al Festival di Cannes 2010

La filmografia di Glenn Close comprende i ruoli interpretati dall'attrice in ambito cinematografico, televisivo e teatrale.

## Attrice

### Cinema
- Il mondo secondo Garp (The World According to Garp), regia di George Roy Hill (1982)
- Il grande freddo (The Big Chill), regia di Lawrence Kasdan (1983)
- The Stone Boy, regia di Ruth Hillerman (1984)
- Il migliore (The Natural), regia di Barry Levinson (1984)
- Doppio taglio (Jagged Edge), regia di Richard Marquand (1985)
- Maxie, regia di Paul Aaron (1985)
- Attrazione fatale (Fatal Attraction), regia di Adrian Lyne (1987)
- Le relazioni pericolose (Dangerous Liaisons), regia di Stephen Frears (1988)
- Legami di famiglia (Immediate Family), regia di Jonathan Kaplan (1989)
- Il mistero Von Bulow (Reversal of Fortune), regia di Barbet Schroeder (1990)
- Amleto (Hamlet), regia di Franco Zeffirelli (1990)
- Hook - Capitan Uncino (Hook), regia di Steven Spielberg (1991)
- Tentazione di Venere (Meeting Venus), regia di István Szabó (1991)
- La casa degli spiriti (The House of the Spirits), regia di Bille August (1993)
- Cronisti d'assalto (The Paper), regia di Ron Howard (1994)
- Mary Reilly, regia di Stephen Frears (1996)
- La carica dei 101 - Questa volta la magia è vera (101 Dalmatians), regia di Stephen Herek (1996)
- Mars Attacks!, regia di Tim Burton (1996)
- Paradise Road, regia di Bruce Beresford (1997)
- Air Force One, regia di Wolfgang Petersen (1997)
- La fortuna di Cookie (Cookie's Fortune), regia di Robert Altman (1999)
- Le cose che so di lei (Things you Can Tell Just By Looking at Her), regia di Rodrigo García (2000)
- La carica dei 102 - Un nuovo colpo di coda (102 Dalmatians), regia di Kevin Lima (2000)
- La sicurezza degli oggetti (The Safety of Objects), regia di Rose Troche (2001)
- Le Divorce - Americane a Parigi (Le Divorce), regia di James Ivory (2003)
- La donna perfetta (The Stepford Wives), regia di Frank Oz (2004)
- Heights, regia di Chris Terrio (2004)
- 9 vite da donna (Nine Lives), regia di Rodrigo García (2005)
- Kidnapped - Il rapimento (The Chumscrubber), regia di Arie Posin (2005)
- Un amore senza tempo (Evening), regia di Lajos Koltai (2007)
- Albert Nobbs, regia di Rodrigo García (2011)
- Low Down, regia di Jeff Preiss (2014)
- Dalle 5 alle 7 - Due ore per l'amore (5 to 7), regia di Victor Levin (2014)
- Guardiani della Galassia (Guardians of the Galaxy), regia di James Gunn (2014)
- La grande Gilly Hopkins (The Great Gilly Hopkins), regia di Stephen Herek (2015)
- Anesthesia, regia di Tim Blake Nelson (2015)
- Warcraft - L'inizio (Warcraft), regia di Duncan Jones (2016)
- La ragazza che sapeva troppo (The Girl with All the Gifts), regia di Colm McCarthy (2016)
- Seven Sisters (What Happened to Monday), regia di Tommy Wirkola (2017)
- Matrimonio con l'ex, regia di Damian Harris (2017)
- Mistero a Crooked House (Crooked House), regia di Gilles Paquet-Brenner (2017)
- 2 gran figli di... (Father Figures), regia di Lawrence Sher (2017)
- The Wife - Vivere nell'ombra (The Wife), regia di Björn Runge (2017)
- Elegia americana (Hillbilly Elegy), regia di Ron Howard (2020)
- Quattro buone giornate (Four Good Days), regia di Rodrigo García (2020)
- Il canto del cigno, regia di Benjamin Cleary (2021)
- Heart of Stone, regia di Tom Harper (2023)
- The Deliverance - La redenzione (The Deliverance), regia di Lee Daniels (2024)
- Brothers, regia di Max Barbakow (2024)
- The Summer Book, regia di Charlie McDowell (2024)
- Back in Action, regia di Seth Gordon (2025)
- Wake Up Dead Man: Knives Out (Wake Up Dead Man: A Knives Out Mystery), regia di Rian Johnson (2025)

### Televisione
- Great Performances - serie TV, 1 episodio (1975)
- Too Far to Go, regia di Fielder Cook - film TV (1979)
- Orphan Train, regia di William A. Graham - film TV (1979)
- The Elephant Man, regia di Jack Hofsiss - film TV (1982)
- Quelle strane voci su Amelia (Something About Amelia), regia di Randa Haines - film TV (1984)
- Le pietre di Ibarra (Stones for Ibarra), regia di Jack Gold - film TV (1988)
- She'll Take Romance, regia di Piers Haggard - film TV (1990)
- Un passo dal cuore (Sarah, Plain and Tall), regia di Glenn Jordan - film TV (1991)
- Sarah l'allodola (Skylark), regia di Joseph Sargent - film TV (1993)
- Costretta al silenzio (Serving in Silence), regia di Jeff Bleckner - film TV (1995)
- La luce del crepuscolo (In the Gloaming), regia di Christopher Reeve - film TV (1997)
- La fine dell'inverno (Sarah, Plain and Tall: Winter's End), regia di Glenn Jordan - film TV (1999)
- The Ballad of Lucy Whipple, regia di Jeremy Kagan - film TV (2001)
- South Pacific, regia di Richard Pearce - film TV (2001)
- Will & Grace - serie TV, episodio 4x24 (2002)
- La finestra di Vermeer (Brush with Fate), regia di Brent Shields - film TV (2003)
- The Lion in Winter - Nel regno del crimine (The Lion in Winter), regia di Andrey Konchalovskiy - film TV (2003)
- West Wing - Tutti gli uomini del Presidente (The West Wing) - serie TV, episodio 5x17 (2004)
- Strip Search, regia di Sidney Lumet - film TV (2004)
- The Shield - serie TV, 13 episodi (2005)
- Damages - serie TV, 59 episodi (2007-2012)
- Louie - serie TV, episodio 5x06 (2015)
- Sea Oak, regia di Hiro Murai - film TV (2017)
- La donna nella casa di fronte alla ragazza dalla finestra - serie TV, episodio 1x08 (2022)
- Teheran - serie TV, 6 episodi (2022)
- The New Look - serie TV, 3 episodi (2024)
- All’s fair - serie TV (2025)

### Teatro

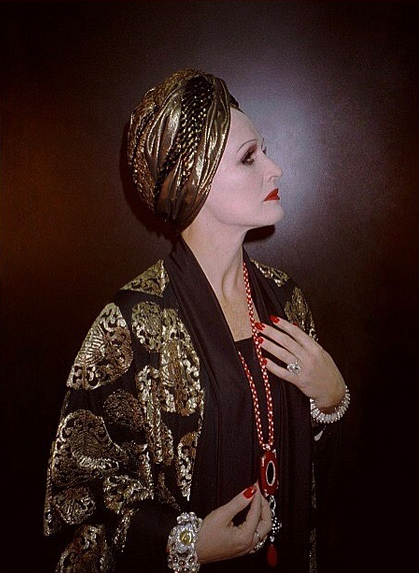
Glenn Close nel musical Sunset Boulevard (Los Angeles, 1993)

- Love for Love, di William Congreve, regia di Harold Prince. Helen Hayes Theatre di New York (1974)
- The Rules of the Game, di Luigi Pirandello, regia di Stephen Porter. Helen Hayes Theatre di New York (1974)
- The Member of the Wedding, di Carson McCullers, regia di Michael Montel. Helen Hayes Theatre di New York (1974)
- Rex, libretto di Sherman Yellen, versi di Sheldon Harnick, musiche di Richard Rodgers, regia di Edwin Sherin. Lunt-Fontanne Theatre di New York (1976)
- The Crazy Locomotive, di Stanisław Ignacy Witkiewicz, regia di Des McAnuff. Chelsea Theater Center di New York (1977)
- Uncommon Women and Others, di Wendy Wasserstein, regia di Steven Robman. Marymount Manhattan Theatre di New York (1977)
- The Crucifer of Blood, testo e regia di Paul Giovanni. Helen Hayes Theatre di New York (1978)
- Wine Untouched, di Bjorg Vik, regia di Lynne Guerra. Curman Theatre di New York (1979)
- The Winter Dancers, regia di Keith Hack. Marymount Manhattan Theatre di New York (1979)
- Barnum, libretto di Mark Bramble, parole di Michael Stewart, musiche di Cy Coleman, regia di Joe Layton. St. James Theatre di New York (1980)
- Barnum, libretto di Mark Bramble, parole di Michael Stewart, musiche di Cy Coleman, regia di Joe Layton. Secondo tour statunitense (1981)
- La singolare vita di Albert Nobbs, da George Moore, adattamento e regia di Simone Benmussa. Manhattan Theatre Club (1982)
- La cosa reale, Tom Stoppard, regia di Mike Nichols, con Jeremy Irons. Plymouth Theatre di New York (1984)
- For No Good Reason/Childhood, da Nathalie Sarraute, adattamento e regia di Simone Benmussa. Samuel Becket Theatre di New York (1985)
- Benefactors, di Michael Frayn, regia di Michael Blakemore. Brooks Atkinson Theatre di New York (1985)
- La morte e la fanciulla, di Ariel Dorfman, regia di Mike Nichols. Brooks Atkinson Theatre di New York (1992)
- Sunset Boulevard, libretto di Christopher Hampton, versi di Don Black, musiche di Andrew Lloyd Webber, regia di Trevor Nunn. Shubert Theatre di Los Angeles (1993)
- Sunset Boulevard, libretto di Christopher Hampton, versi di Don Black, musiche di Andrew Lloyd Webber, regia di Trevor Nunn. Minskoff Theatre di New York (1994)
- Un tram che si chiama Desiderio, di Tennessee Williams, regia di Trevor Nunn. National Theatre di Londra (2001)
- The Play What I Wrote, di Hamish McColl, Sean Foley ed Eddie Braben, regia di Kenneth Branagh. Lyceum Theatre di New York (2003)
- Busker Alley, libretto di AJ Carothers, musiche di Richard M. Sherman e Robert B. Sherman, regia di Tony Walton. Kaye Playhouse di New York (2006)
- The Pirates of Penzance, di Gilbert e Sullivan, regia di Ted Sperling. Delacorte Theatre di New York (2013)
- Un equilibrio delicato, di Edward Albee, regia di Pam MacKinnon. John Golden Theatre di New York (2014)
- Sunset Boulevard, libretto di Christopher Hampton, versi di Don Black, musiche di Andrew Lloyd Webber, regia di Lonny Price. London Coliseum di Londra (2016)
- Sunset Boulevard, libretto di Christopher Hampton, versi di Don Black, musiche di Andrew Lloyd Webber, regia di Lonny Price. Palace Theatre di New York (2017)
- Mother of the Maid, di Jane Anderson, regia di Matthew Penn. Public Theater di New York (2018)

### Produttrice esecutiva
- Crudelia, regia di Craig Gillespie (2021)

## Doppiatrice
- Greystoke - La leggenda di Tarzan, il signore delle scimmie (Greystoke: The Legend of Tarzan, Lord of the Apes), regia di Hugh Hudson (1984)
- Gandahar, regia di René Laloux (1988)
- Lincoln, regia di Peter W. Kunhardt e James A. Edgar – miniserie TV (1992)
- I Simpson (The Simpsons) – serie TV, 9 episodi (1995-2018) – Mona Simpson
- Tarzan, regia di Chris Buck e Kevin Lima (1999)
- Baby, regia di Robert Allan Ackerman – film TV (2000)
- Pinocchio, regia di Roberto Benigni (2002)
- Tarzan 2, regia di Brian Smith (2005)
- Cappuccetto Rosso e gli insoliti sospetti (Hoodwinked!), regia di Cory Edwards (2006)
- Hoodwinked Too! Hood vs. Evil, regia di Mike Disa (2011)
- 3 in mezzo a noi (3Below: Tales of Arcadia) – serie TV, 12 episodi (2018)

## Special e documentari
- The Divine Garbo, regia di Susan F. Walker (1990)
- Una eredità in musica (The Best of Disney Music: A Legacy in Song), regia di Don Mischer (1993)
- Christopher Reeve: A Celebration of Hope, regia di Louis J. Horvitz (1998)
- Robert F. Kennedy: A Memoir, regia di Steven Manuel, Jack Newfield e Charles C. Stuart (1998)
- The Lady with the Torch, regia di David Heeley (1999) - voce narrante
- Welcome to Hollywood, regia di Tony Markes e Adam Rifkin (2001)
- What I Want My Words to Do to You: Voices from Inside a Women's Maximum Security Prison, regia di Madeleine Gavin, Judith Katz e Gary Sunshine (2003)
- A Closer Walk, regia di Robert Bilheimer (2003)
- Home - La nostra terra (Home), regia di Yann Arthus-Bertrand (2009)
- Pax, regia di Glenn Close e Sarah Harvey (2010)
- Love, Marilyn - I diari segreti (Love, Marilyn), regia di Liz Garbus (2012)
- Broadway: Beyond the Golden Age, regia di Rick McKay (2015)
- Broadway: The Next Generation, regia di Rick McKay (2015)
- The Me You Can't See, regia di Dawn Porter e Asif Kapadia (2021)